# Tel Qasile

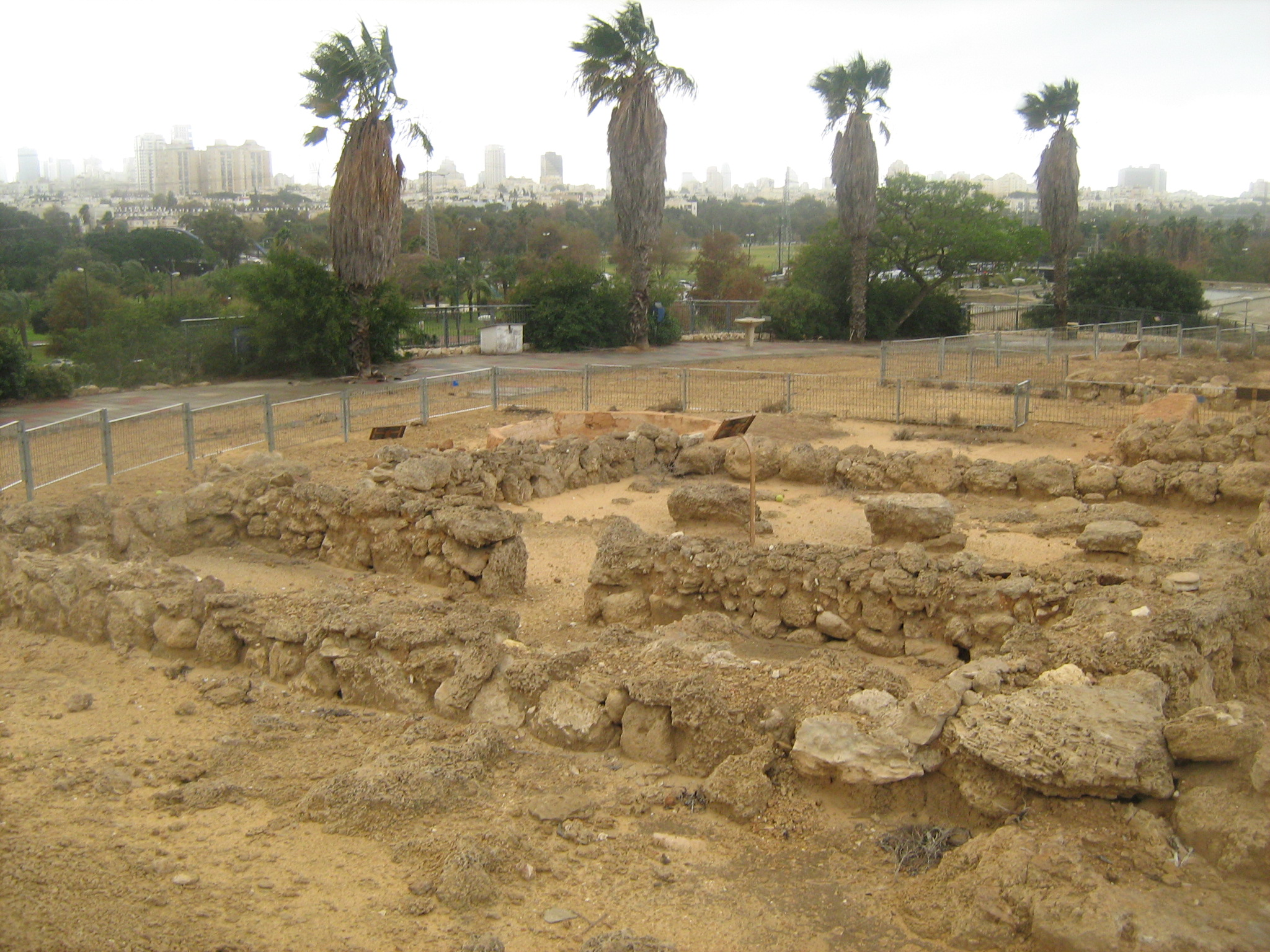
Tel Kasile

Tel Qasile (în ebraică תל קסילה) este o colină cu un sit arheologic în Israel. El se află la Tel Aviv, în perimetrul Muzeului Țării Israelului (Muzeon Eretz Israel) din cartierul Ramat Aviv, nu departe de râul Yarkon
Pe colina (Tell sau Tel) de aici au fost descoperite resturi ale unei așezări antice filistene din sec. XII - X î.Hr. Excavațiile au evidențiat 12 straturi arheologice, din care cele trei mai vechi provin din perioada filistenilor.

## Descoperirea locului și săpăturile arheologice
Colina de tip tel, a fost descoperită în anii 1940 când s-au găsit aici două ostraka cu inscripții în ebraica veche din epoca cunoscută ca a Primului Templu.
Cele două ostraka erau certificate de expediere, unul menționând o greutate de 3 sicli (shekel) de aur de Ofir care a fost trimisă la Beit Horon, iar celălalt - vorbind de 2,100 unități de ulei trimise regelui. A doua inscripție era semnată dar tot ce s-a păstrat din numele expeditorului erau literele „...hihu”.
Excavațiile la fața locului au început în octombrie 1948 sub conducerea lui Binyamin Meisler-Mazar de la Universitatea Ebraică din Ierusalim. Echipa de arheologi provenea de la Societatea de explorare a Palestinei și antichităților ei și de la Muzeul Tel Aviv. Aceasta a fost prima săpătură arheologică executată în țară după proclamarea Statului Israel în mai 1948. Săpăturile au continuat în anii 1950, 1951, și 1959. Excavații suplimentare au fost realizate, sub conducerea lui Amihay Mazar, între anii 1971-1974 și între 1982 și începutul anilor 1990, ele descoperind zona templelor din așezarea antică filisteană.